# دوني موناردو
دوني موناردو (Doni Monardo) (10 مايو 1963 - 3 ديسمبر 2023) كان فريقًا في الجيش الإندونيسي وكان يشغل سابقًا منصب رئيس المجلس الوطني الإندونيسي لإدارة الكوارث (BNPB). كما شغل منصب رئيس فرقة العمل لتسريع الاستجابة لمرض فيروس كورونا خلال جائحة فيروس كورونا في إندونيسيا. أيد موناردو قرار الحكومة بالامتناع عن الإغلاق على مستوى البلاد، بحجة أن القيام بذلك من شأنه أن يطغى على الحكومة.

## النشأة
ولد موناردو في شيماهي، وكان والديه من مجموعة مينانجكابو العرقية. كان والده، نصرول سعد، برتبة مقدم في فيلق الشرطة العسكرية بالجيش الإندونيسي. وكانت والدته روزلينا ربة منزل. قضى موناردو معظم طفولته في ميولابوه ثم في لوكسيوماوي حيث عمِل والده. لكنه عاد إلى بادان في عام 1975 للالتحاق بمدرسة ثانوية عامة. وبعد تخرجه، واصل خطى والده بالالتحاق بالأكاديمية العسكرية الإندونيسية وحصل على الدبلوم عام 1985. واصل دراسته في كلية قيادة الجيش والأركان العامة الإندونيسية، وتخرج منها عام 1999. وتابع تعليمه في المعهد الوطني الإندونيسي للقدرة على الصمود الذي أكمله في عام 2012.

## حياته المهنية
في عام 1985، بدأ موناردو مسيرته المهنية عضوًا في مجموعة القوات الخاصة (كوباسوس) مباشرة بعد تخرجه من الأكاديمية العسكرية. أمضى 12 عامًا ضمن مجموعة القوات الخاصة وشارك في صراعات آتشيه وتيمور الشرقية. في عام 1999، عُين في كتيبة رايدر، التي تخدم في بالي.
بحلول عام 2001، كان جزءًا من قوة الأمن الرئاسية الإندونيسية، حيث قاد مجموعة تخدم سوسيلو بامبانج يودويونو. ومن عام 2004 إلى عام 2008، خدم في القيادة الإستراتيجية للجيش وعُين في سولاويسي الجنوبية خلال العامين الأخيرين له في التشكيل. واصل منصبه ضمن قوة الأمن الرئاسي الإندونيسي حتى عام 2010، وفي نفس العام جرى ترقيته إلى رتبة عميد وأصبح نائب القائد العام للقوات الخاصة. واصل الخدمة في إدارة سوسيلو بامبانج يودويونو حتى عام 2014، ورُقيَّ إلى منصب قائد قوات الأمن الرئاسي الإندونيسي أثناء خدمته.
في عام 2015، أثناء إدارة جوكو ويدودو، عُين موناردو قائدًا عامًا للقوات الخاصة. وواصل خدمته في الوحدات العسكرية حتى عام 2018. وفي وقت لاحق من ذلك العام، عُين أمينًا عامًا لمجلس الدفاع الوطني. وفي عام 2019، اختير لقيادة المجلس الوطني الإندونيسي لإدارة الكوارث.

## تعليمه
- الأكاديمية العسكرية الإندونيسية (1985)
- كلية قيادة الجيش والأركان العامة (1999)
- معهد المرونة الوطنية (ليمهاناس) (2012)

## حياته الشخصية
تزوج موناردو من سانتي أريفياني في عام 1992. كانت أريفياني ابنة توفيق مارتا، العقيد في الجيش الذي أصبح الوصي على ولاية باسامان، غرب سومطرة لمدة عامين متتاليين. كان للزوجين ثلاثة أطفال: أزيانتي رياني موناردو، وريزالكا دويكا موناردو، وأديلوين أزيل موناردو.

## وفاته
توفي موناردو في 3 ديسمبر 2023 في مستشفى سيلوام في سيمانجي، جاكرتا، عن عمر يناهز 60